# 仰漂
仰漂（Back floating，又譯仰浮或背泳浮身）是游泳的一種基本技能，不帶漂浮物仰面朝天漂浮在水面，是游泳過程中深水處的休息方法，也是自救的一種方式。

## 方法
全身放鬆雙手向兩側伸直自然沉入水下，頭後仰，人的鼻子和嘴是凸出臉部的，而水位超過耳朵，保持臉面跟水面平行，保持胸腔內有一定的空氣，如需換氣時，鼻吐嘴吸快吐快吸，如果加上打水和划手，就可以學會仰式。

## 仰漂的條件
女生通常會比男生容易學會，因為生理構造不同，所以假如下半身會沉應該是屬於正常現象。

## 在水中站立的方法

### 俯漂站立
兩手像往後扒水似地下划同時兩膝往胸前收起。當身體接近垂直時兩手往後推，腳伸直站立於池底臉部自然可以出水。

### 仰漂站立
头部先自然抬起，腰部就會開始下沉，兩腳往臀部收起。接著兩手押水腳底站立於池底。

## 外部連結
- 救生園地